# Fiat 2
Fiat Tipo 2 a fost un automobil produs de compania Fiat între anii 1910 și 1920. Acest model a fost cunoscut și sub denumirea de Fiat 15-20 CP. Proiectat pe baza modelului Tipo 1, a fost produs în două serii și în multiple variante de caroserie.
Prima serie, produsă între 1910 și 1911, într-un total de 908 exemplare, era echipată cu un motor monobloc cu aprindere prin scânteie cu patru cilindri, având o capacitate de 2612 cm³, un alezaj de 80 mm și o cursă de 140 mm. Raportul de compresie era de 4,2:1, iar motorul dezvolta o putere de 20 CP la 1800 rpm. Sistemul de aprindere era cu magnetou, iar frânele erau de tip bandă, acționate prin pedală și aplicate pe arborele de transmisie, nu direct pe roți. Transmisia dispunea de articulație cardanică, iar cutia de viteze era prevăzută cu 4 trepte + marșarier, având manetă laterală. Pneurile standard pentru acest model erau de tip 815X105. Viteza maximă atinsă era de 70 km/h, iar consumul mediu de combustibil era de 15 litri de benzină la 100 de km. Modelul avea un preț de 18.000 lire italiene.
Acesta a fost primul automobil utilizat oficial de Regio Esercito în timpul războiului italo-turc, devenind astfel primul vehicul de acest tip folosit într-un conflict militar.
Cea de-a doua serie, denumită Tipo 2B, a fost lansată pe piață în 1912, având o capacitate cilindrică mărită la 2814 cm³ și o putere de 26-28 CP. Clienții aveau, de asemenea, posibilitatea de a achiziționa doar șasiul, urmând ca acesta să fie carosat ulterior, la prețul de 9.000 lire italiene. Acest model a reprezentat cel mai mare succes comercial al companiei Fiat din anii 1910, fiind fabricat în peste zece mii de unități.